# 진안초등학교 (전북)
진안초등학교는 대한민국 전북특별자치도 진안군에 있는 공립 초등학교이다.

## 학교 연혁
- 1911. 09. 13 진안공립보통학교 개교(4년제 2학급, 진안향교 명륜당)
- 1920. 09. 20 현재 위치에 4개교실 신축 이전
- 1921. 04. 01 6년제로 개편
- 1938. 04. 01 진안제일공립심상소학교로 교명변경
- 1941. 04. 01 진안서공립국민학교로 교명변경
- 1947. 01. 31 궁동분교, 은천설치
- 1948. 04. 01 진안국민학교 로 교명변경
- 1951. 04. 01 궁동분교가 오천국민학교로 승격 분리
- 1964. 03. 01 진안동국민학교 신설
- 1992. 03. 01 진안남국민학교(반월) 통폐합
- 1996. 03. 01 진안초등학교 로 교명변경
- 1998. 09. 01 진안서초등학교(은천) 통폐합
- 2012. 02. 18 제100회 졸업 (총 12, 066명)
- 2012. 03. 01 2012학년도 15(1)학급
- 2013. 02. 15 제101회 졸업 (총 12,133명)
- 2013. 03. 01 2013학년도 15(1)학급
- 2014. 02. 14 제102회 졸업 (총 12,188명)
- 2014. 03. 01 2014학년도 15(1)학급
- 2014. 09. 01 제31대 이상석 교장 부임
- 2015. 02. 13 제103회 졸업 (총 12,253명)
- 2015. 03. 01 2015학년도 14(1)학급
- 2017. 03. 01 2017학년도 13(1)학급
- 2017. 03. 01 제32대 송영임 교장 부임
- 2019. 09. 01 제33대 최선용 교장 부임
- 2020. 09. 01 진안초등학교 권소연 교감 부임
- 2020. 10. 30 민선 7기 전춘성 군수 만남(4,5,6학년 대상)
- 2021. 03. 01 제 34대 이성기 교장 부임

## 참고 자료
- 진안초등학교 - 한국교육학술정보원 학교알리미